# 宮兆麟
宮兆麟（1706年—1781年），字伯厚，號玉岩。清朝官員。
先世句容人，後定居懷遠。宮兆麟二十九歲時由貢生捐任湖北安陵通判，累遷至山東糧道。乾隆三十一年，授湖南按察使。乾隆三十二年，调雲南按察使。乾隆三十三年，迁布政使，提拔為广西巡抚。乾隆三十五年，调贵州。貴州布政使觀音保攻擊兆麟喜自誇，人稱「鐵嘴」。乾隆三十六年，因贵州任内失察廠員虧欠鉛斤，被夺官。乾隆四十六年，卒。

## 延伸阅读
[在维基数据编辑]
 《清史稿·卷337》，出自趙爾巽《清史稿》